# برگر خوب
برگر خوب (انگلیسی: Good Burger) یک فیلم در ژانر زوج هنری به کارگردانی برایان رابینز است که در سال ۱۹۹۷ منتشر شد.

## بازیگران
- کل میچل
- کینن تامسون
- سینباد
- ایب ویگودا
- شار جکسون
- دن اشنایدر
- رن لستر
- شکیل اونیل
- لیندا کاردلیانی
- رابرت وول
- جی. آگوست ریچاردز
- کارمن الکترا
- مارکز هیوستون